# Врач погађач (календар)

Врач погађач је шаљиви илустровани календар за годину 1906. и 1907.који су издати у Новом Саду.

## Историјат
Издата су два Врача помачгача:
- Врач помагач за 1906. годину
- Врач помагач за 1907. годину

У опису Врача помагача за 1906. годину стоји да је то илустровани шаљиви календар за 1906. која је обична, има 365 дана (Разуме се толико исто  и НОЋИ; које су и онако створене за лопове, боктере, песнике и бекрије)Година прва(Не дај Боже и последња).
У опису Брача помагача за 1907. годину стоји да је то илустровани шаљиви календар за годину 1907, која је обична и проста. Тако "проста", као каква Српкиња, која не зна "фрише форе", која још није била здрава у бањама; која не зна за све могуће помаде и "улепшала", која воле да рађа децу, и која нема кућног пријатеља.

### Периодичност излажења
Изашла су два календара, за 1906. и 1907. годину.

### Изглед календара
Врач погађач за 1906. годину био је формата 16,5X11cm и имао 128 страна.
Врач погађач за 1907. годину био је формата 15,5X11cm и имао 160 страна.

### Место и година издавања
Нови Сад, 1905. - (Врач погађач за 1906. годину)
Нови Сад, 1906. - (Врач погађач за 1907. годину)

### Штампарија и издавач
Оба календара су штампана у српској штампарији Ђорђа Ивковића и издање су Зорке С. Л. Лазића рођ. Милетић.

## Тематика
- Досетке

- Шале

- Анегдоте

## Уредници
Уредник Врача погађача за обе године био је Стеван Бешевић Петров.

## Сарадници
Познати хумориста Јован Протић је аутор прилога овог календара за 1907. годину.

## Занимљивост
У Врачу помагачу за 1906. годину објављена је сатирична песма са карикатуром Лазе Костића поводом његове „Књиге о Змају“.
У огласу за Врач погађач стоји и обавештење да ће део прихода од продаје календра бити намењен подизању споменика Јовану Јобвановићу Змају.